# Kei Sanbe
Kei Sanbe (三部敬, Sanbe Kei, Hokkaido, 5 de março de ), também conhecido pelo pseudónimo Keisuke Kawara (瓦敬助), é um mangaka japonês, notável pela obra Boku Dake ga Inai Machi.

## Obras
- Testarotho (2001—02)
- Kamiyadori (2004—06)
- Kamiyadori no Nagi (2008—presente)
- Hōzuki no Shima (2008—09)
- Mōryō no Yurikago (2010—12)
- Black Road
- Hataru
- Puzzle
- Nanako-san Teki na Nichijō
- Nanako-san Teki na Nichijō Re
- Nanako-san Teki na Nichijō Dash!!
- Boku Dake ga Inai Machi (2012—2016)